# Omne Datum Optimum
Omne Datum Optimum (в превод от латински: Всеки дар е съвършен) е папска була на римския папа Инокентий II от 29 март 1139 г., с която се утвърждава рицарският Орден на тамплиерите.
С булата орденът се поставя в непосредствено зависимост единствено и само от папата. Както и останалите папски були, и тази получава името си по първите думи от текста.
Орденът на тамплиерите получава значителна власт и свобода за действие в рамките на Римокатолическата църква, като е освободен от заплащането на данъци и такси. Получавайки независимост от юрисдикцията на епископите, орденът получава покровителството на папството.
Булата е приета следа като са били утвърдени условията за встъпване в ордена, за да могат кандидатите да направят осведомен избор. Кандидатите се отказвали от право да притежават собствено имущество и се обричали на монашески живот и давали обети за целомъдрие и послушание.
Датата на приемането на „Omne Datum Optimum“ е историческа за тамплиерите, доколкото провъзгласява официално независимостта на ордена от Римокатолическата църква. Впоследствие постановленията на булата са потвърдени и разширени с булите „Milites Templi“ (1144) и „Militia Dei“ (1145).